# Didi Chuxing
Didi Chuxing (en chinois : 滴滴出行), précédemment nommée Didi Kuaidi (en chinois : 滴滴快的), est une entreprise technologique chinoise proposant un service de véhicules de tourisme avec chauffeur sur application mobile.

## Histoire
Didi Chuxing est issue de la fusion entre 2015 de Didi Dache et de Kuaidi Dache, respectivement soutenues par Tencent et Alibaba Group. La société est présidée par Jean Liu, fille de l'homme d'affaires chinois, Liu Chuanzhi, fondateur de Lenovo.
Pour 2018, elle a une perte d'exploitation équivalent à 1,6 milliard de dollars américains.

### Investissements étrangers
En mai 2016, la société américaine Apple investit un milliard de dollars dans Didi.
En août 2016, Uber fusionne ses activités en Chine avec Didi Chuxing, prenant ainsi une participation de 20 % dans ce dernier. Cette opération fait suite à l'adoption d'une règlementation chinoise qui autorise formellement les entreprises de VTC et assimilés, mais seulement si elles sont bénéficiaires,.

## Marché chinois
En 2017, Didi Chuxing affirme contrôler 90 % du marché des VTC en Chine. En février 2018, Didi Chuxing lance sa plateforme de partage de voitures électriques en Chine et signe avec 12 constructeurs automobiles comme partenaires,.

## Développement international

### Europe et Afrique
En 2017, Didi Chuxing conclut un accord avec l'Estonien Taxify, lui permettant ainsi de toucher le marché européen et certains pays africains.

### Asie
En 2015, Didi investit dans l'entreprise indienne de réservation de taxis Ola.
En février 2018, SoftBank Group et Didi Chuxing annoncent nouer un partenariat pour développer des services de réservation sur le marché japonais des taxis.

### Amériques
En 2015, Didi prend des parts dans Lyft, principal concurrent d'Uber aux États-Unis. L'entreprise investit également dans la recherche sur l'intelligence artificielle dans la Silicon Valley dans le but de développer ses propres technologies de voitures autonomes.
En 2017, Didi annonce un investissement de 100 millions de dollars dans l'entreprise de VTC  brésilienne "99". En janvier 2018, Didi annonce l'acquisition d'une participation majoritaire dans l'entreprise brésilienne 99 pour un montant non dévoilé.
Le groupe fait son entrée à la bourse de New York fin juin 2021, puis se retire cinq mois plus tard en décembre 2021, victime de la guerre économique entre les États-Unis et la Chine.